# 间隔号
間隔號（·）是一種標點符號，用于某些人名内部或书目当中。間隔號由音界號（又叫分读号）演變而來；除了原有音界號的功用外，還加入了間隔書名與篇章的新功用。
間隔號用於：
- 非漢字文化圈民族之人名音譯內各部分的分界。
- 書名與篇（章、卷）名之間。
- 套書與單本書名之間。

此外，某些作品名稱亦會將個別字眼排列起來，例如小說《流星‧蝴蝶‧劍》、電影《如果·愛》等。

## 範例
间隔号“·”一般居中，占一个字的位置。在阿拉伯数字书写的日期中，间隔号占半个字的位置。然而，GB/T 15834—2011规定“间隔号在需要隔开的项目之间，占半个字的位置”，但实际出版物中间隔号均占一个字的位置。台灣曾使用、，居中，占一个字的位置。
- 間隔號表示人名內各部分的分界。例如：
  - 海倫·凱勒（英語：Helen Keller）
  - 莫那·魯道（賽德克語：Mona Rudo）
  - 路德維希·范·貝多芬（德語：Ludwig van Beethoven）
- 間隔號表示書名與篇（章、卷）名之間、套書與單本書名之間的分界。例如：
  - 《論語·里仁》
  - 《孟子·梁惠王》
  - 《三國志·蜀志·諸葛亮傳》
  - 《青少年文庫·傲慢與偏見》

## 電腦應用

### GB 2312與大五码的編碼
GB 2312 標準在 GB 2312 中，間隔號「·」位於 0xA1A4，對應 Unicode 的 U+00B7（Middle dot，「中點」）。一些台灣廠商的字型也支援此符號，但通常不會將其設計為全形寬度。
大五码在大五码（CP950）中，間隔號（舊稱「音界號」）「‧」位於 0xA145，對應 Unicode 的 U+2027（HYPHENATION POINT，「連字點」，常用於英語字典分隔音節）。此外，還有一個形狀相似的點位於 0xA150，同樣對應 U+00B7，CNS 11643 標準稱之為「小音界號」。大多數台灣字型廠商不會將這兩個符號設為全形寬度。

### 轉碼實踐中的映射問題
在部分轉碼實踐中，間隔號被映射至 U+30FB ・ KATAKANA MIDDLE DOT（片假名中點），例如早期 ftp.unicode.org 提供的 GB 2312.txt 以及部分 Big5 映射表。然而，片假名中點主要用於日文場景，W3C 的《中文排版需求》草稿中不建議在中文排版中使用此符號，以避免混淆。

### W3C的建議與各地區用法
根據W3C《中文排版需求》草稿的建议，间隔号应使用Unicode字符U+00B7 · MIDDLE DOT，無論直書橫書，均佔全字，而中國大陸則在分隔日期（如 “9·11”）等情况时可以用半字。

### 全角句點與間隔號的區別
全角句點「．」對應 Unicode 的 U+FF0E（FULLWIDTH FULL STOP，「全寬句號」），是全角英文句號，常用於科技文章中替代句號。在繁体中文字库中，由於標點符號通常置中，中文句點常被誤認為間隔號。然而，在简体中文的大多數字型中，此句點位於左下角，而非正中，與間隔號的置中設計明顯不同。

### 電腦輸入
在中國大陸通行的计算机QWERTY格式键盘的中文拼音输入法中，间隔号的位置依输入法的不同而不同，但最常见的是数字键2的上档位置和“`”键（位于数字键1左侧）。由于中国大陆通行的计算机大都采用美式键盘，键盘本身并没有表示间隔号的位置，因此一般人，包括一些论坛和网络媒体在输入非汉字文化圈人名时会以连字符“-”代替间隔号。
在繁体中文電腦環境，由於间隔号和連字點輸入大多不方便，很多人會誤用全形英文句號「．」代替。
在倉頡輸入法要輸入中國大陸的間隔號（U+00B7），應鍵入zxaq（非所有系統支援）；如要輸入台湾的間隔號（U+2027），應鍵入zxaf（根據中文鍵盤）。速成輸入法中輸入間隔號方法為鍵入zq2。
在微軟新注音輸入法要輸入間隔號，可以使用組合鍵Ctrl+.或依順序鍵入`.後，按下↓選擇；也可以直接輸入`+U2027或`+UB7後按下Enter鍵或空格鍵；或者在輸入法整合器（可使用組合鍵Ctrl+Alt+,開啟）內查詢。

### 相似符號
下表显示Unicode内与间隔号外观（一个置中圆点）相似的部分符号。紅色虛線外框表示其相對寬度；部分符號可能無法正常顯示。
| 符號 | 字符實體參照 | 數字實體參照 | Unicode碼點                          | LaTeX                     | 備註                                               |
| ---- | ------------ | ------------ | ------------------------------------ | ------------------------- | -------------------------------------------------- |
| ·    | &middot;     | &#183;       | U+00B7 middle dot                    | \textperiodcentered       | 中点，常用作間隔號                                 |
| ·    |              | &#903;       | U+0387 greek ano teleia              |                           | 希臘文分號（或）                                   |
| ּ     |              | &#1468;      | U+05BC hebrew point dagesh or mappiq |                           | 希伯來文點號（dagesh或mapiq）                      |
| ᛫    |              | &#5867;      | U+16EB runic single punctuation      |                           | 卢恩字母标点                                       |
| •    | &bull;       | &#8226;      | U+2022 bullet                        | \textbullet               | 項目符號，常用於列表項                             |
| ‧    |              | &#8231;      | U+2027 hyphenation point             |                           | 連字點                                             |
| ∘    |              | &#8728;      | U+2218 ring operator                 | \circ                     | ring 運算子（數學）                                |
| ∙    |              | &#8729;      | U+2219 bullet operator               | \bullet                   | bullet 運算子（數學）                              |
| ⋅    | &sdot;       | &#8901;      | U+22C5 dot operator                  | \centerdot, \cdot, \cdotp | dot 運算子（數學）                                 |
| ◦    |              | &#9702;      | U+25E6 white bullet                  |                           | 中空的項目符號                                     |
| ⦁    |              | &#10625;     | U+2981 z notation spot               |                           | 用於Z notation的符號                               |
| ⸰    |              | &#11824;     | U+2E30 ring point                    |                           | 阿維斯陀文标点                                     |
| ⸱    |              | &#11825;     | U+2E31 word separator middle dot     |                           | 分词中点                                           |
| ．   |              | &#65294;     | U+FF0E fullwidth full stop           |                           | 全形英文句號，源自 Big5、GB 2312、JIS 等標準       |
| ・   |              | &#12539;     | U+30FB katakana middle dot           |                           | 片假名中點（全角）                                 |
| ･    |              | &#65381;     | U+FF65 halfwidth katakana middle dot |                           | 半角片假名中點，源自 JIS 編碼                      |
| 𐄁    |              | &#65703;     | U+10101 aegean word separator dot    |                           | 爱琴海地区古文字的分词中点（线形文字A和线形文字B） |